# Dicranomyia frivola
Dicranomyia frivola är en tvåvingeart som beskrevs av Alexander 1928. Dicranomyia frivola ingår i släktet Dicranomyia och familjen småharkrankar.
Artens utbredningsområde är Taiwan. Inga underarter finns listade i Catalogue of Life.